# KK Zrinjevac
El Košarkaški Klub Zrinjevac  es un equipo de baloncesto croata que compite en la A2 Liga, la segunda división del país. Tiene su sede en Zagreb y disputa sus partidos en el Športska dvorana Kutija šibica, con capacidad para 1.500 espectadores.

## Historia
El club fue creado en 1937 por el hombre de negocios Ivan Arapović, que le dio el nombre de "Martinovka", siendo el primer club de baloncesto de la ciudad de Zagreb. A lo largo de su historia cambió en repetidas ocasiones de denominación, jugando en la liga yugoslava.
A finales de los años 70 formaban parte de la plantilla del equipo dos jugadores que posteriormente triunfarían en el Cibona, Zoran Čutura y Mihovil Nakić. A comienzos de los 90 se creó la Liga Croata de Baloncesto, competición en la que alcanzaron su mayor éxito en 1995, cuando llegaron a las finales donde fueron derrotados por el Cibona, el gran dominador de la primera década de la competición. Al año siguiente disputarían la Copa de Europa, donde fueron eliminados en segunda ronda por el Unicaja de Málaga, pasando a disputar la Recopa, donde alcanzaron la fase de grupos de cuartos de final, quedándose a un partido de alcanzar las semifinales.

## Denominaciones
- KS Martinovka (1937-1945)
- Element (1945-1945.)
- Jedinstvo (1946-1952)
- Monter (1952-1953)
- Montažno (1953-1957)
- Jugomontaža (1957-1964)
- Trešnjevka (1964-1970)
- Industromontaža (1970-1978)
- Monting (1978-1988)
- Montmontaža (1988-1990)
- Industromontaža (1990-1992)
- Zrinjevac (1992–presente)

## Palmarés
- Subcampeón de la A1 Liga (1995)
- Subcampeón de la Copa de Croacia (1995)